# Hakremspingvin
Hakremspingvin (Pygoscelis antarcticus) är en art i familjen pingviner som huvudsakligen lever på den antarktiska halvön. Dessutom förekommer arten på olika ställen längs den antarktiska kustlinjen och i ögrupper framför allt i södra Atlanten. Hela beståndet uppskattas till åtta miljoner vuxna individer.

## Utseende
Hakremspingvinen är en medelstor, svartvit och långstjärtad pingvin med huvudsakligen vitt ansikte. Kroppslängden uppgår till mellan 68 och 77 cm och kroppsvikten 3,2–5,3 kg. Karakteristiskt är det smala svarta bandet över kinderna som gett arten dess namn. Vingarna är svarta med vit kant, underssidan vit och ögonen rödbruna.

## Utbredning och systematik
Hakremspingvinen häckar troligen cirkumpolärt, norrut till cirka 55°S, huvudsakligen på öar vid Antarktishalvön (i syd till Anversön), men även Sydorkneyöarna, Sydshetlandsöarna, Sydgeorgien och Sydsandwichöarna. Mindre kolonier finns på Bouvetön, Heard Island, Ballenyöarna och Peter I:s ö. Arten är nära släkt med adéliepingvinen.

## Levnadssätt
Hakremspingvinen är en sällskaplig fågel som häckar i mycket stora kolonier, vanligen högre belägna än adélie- och åsnepingvinernas. Den anländer till häckningskolonin i oktober–november och börjar lägga ägg i månadsskiftet november–december. Fågeln livnär sig nästan uteslutande på krillarten Euphausia superba.

## Status
Internationella naturvårdsunionen IUCN kategoriserar arten som livskraftig. Världspopulationen har uppskattats till fyra miljoner par. Arten ökade i antal och vidgade utbredningsområdet i mitten av 1900-talet, troligen på grund av ökad tillgång på krill. Idag minskar den på de flesta lokaler på Antarktishalvön, dock ej längst i söder där den ökar. Populationen på Sydsandwichöarna är stabil, i övrigt är inga populationstrender kända.

## Namn
Fågeln har på svenska även kallats ringpingvin.

## Galleri

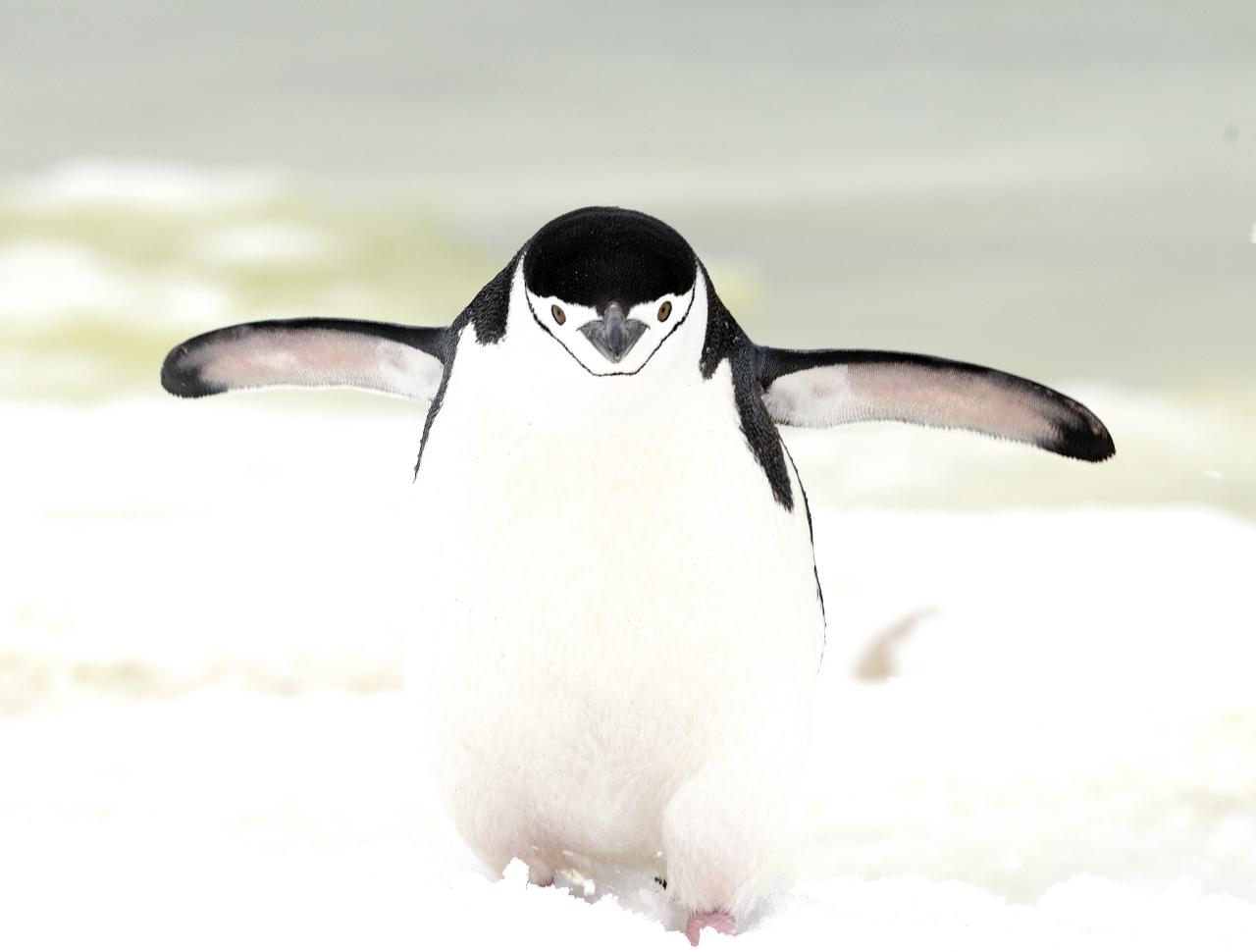
Sedd framifrån.
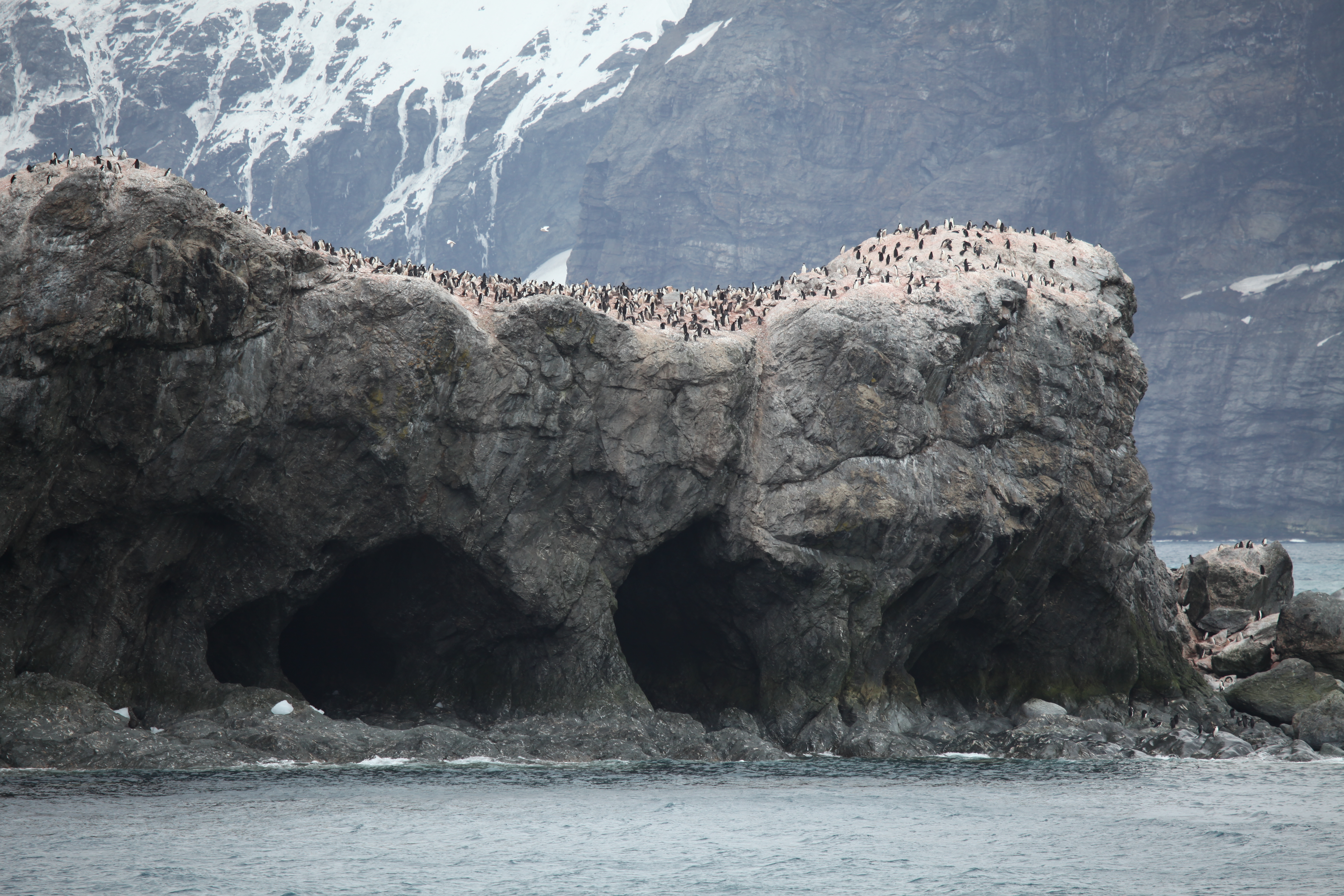
Koloni med hakremspingviner i Sydshetlandsöarna.
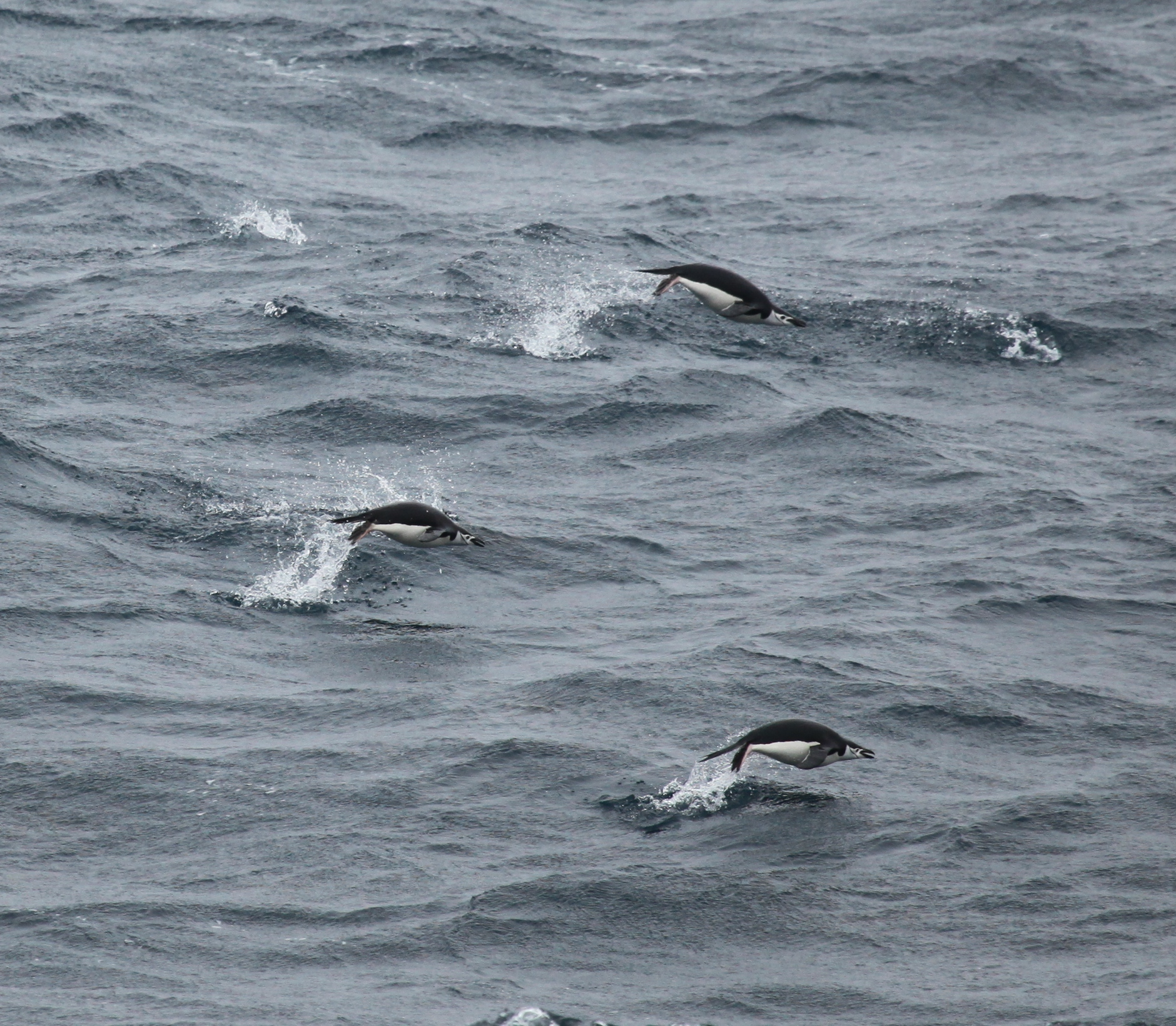
Hakremspingviner fotograferade utanför Sydorkneyöarna.
- Hakremspingviner som försöker ta sig upp på ett isberg.